# Adityapatna
Adityapatna hay Ammasandra là một thị xã điều tra dân số (census town) trong quận Tumkur trong bang Karnataka của Ấn Độ.

## Cơ cấu dân số
Theo điều tra dân số Ấn Độ năm 2001, Ammasandra có dân số 4236 người. Nam giới chiếm 51% dân số, nữ giới chiếm 49% dân số. Ammasandra có tỷ lệ biết chữ bình quân 82%, cao hơn mức trung bình 59,5% của toàn quốc; với 54% đàn ông và 46% phụ nữ biết chữ. 7% dân số có độ tuổi dưới 6.